# Développements asymptotiques de Plancherel-Rotach
 (avril 2023).
Les développements asymptotiques de Plancherel-Rotach sont des développements asymptotiques pour les polynômes orthogonaux. Ils portent le nom des mathématiciens suisses Michel Plancherel et Walter Rotach, qui les ont d'abord dérivés pour le polynôme d'Hermite. Les développements asymptotiques de cette forme pour les polynômes orthogonaux sont dits de type Plancherel-Rotach.
Le cas des polynôme de Laguerre généralisés vient du mathématicien suisse Egon Möcklin, qui a fait son doctorat sous Plancherel et George Pólya à l'ETH Zurich.
Les expansions asymptotiques listés ici sont tirés de la référence standard pour les polynômes orthogonaux de Gábor Szegő.

## Polynôme d'Hermite
Soient {\displaystyle \epsilon } et {\displaystyle \omega } positifs et fixes, alors
- pour {\displaystyle x=(2n+1)^{1/2}\cos \varphi ,\ \epsilon \leq \varphi \leq \pi -\epsilon }

{\displaystyle {\rm {e}}^{-x^{2}/2}H_{n}(x)=2^{n/2+1/4}(n!)^{1/2}(\pi n)^{-1/4}(\sin \varphi )^{-1/2}{\bigg \{}\sin \left[\left({\tfrac {n}{2}}+{\tfrac {1}{4}}\right)(\sin 2\varphi -2\varphi )+3{\tfrac {\pi }{4}}\right]+{\mathcal {O}}(n^{-1}){\bigg \}}}
- pour {\displaystyle x=(2n+1)^{1/2}\cosh \varphi ,\ \epsilon \leq \varphi \leq \omega }

{\displaystyle {\rm {e}}^{-x^{2}/2}H_{n}(x)=2^{n/2-3/4}(n!)^{1/2}(\pi n)^{-1/4}(\sinh \varphi )^{-1/2}\exp \left[\left({\tfrac {n}{2}}+{\tfrac {1}{4}}\right)(2\varphi -\sinh 2\varphi )\right]{\big \{}1+{\mathcal {O}}(n^{-1}){\big \}}}
- pour {\displaystyle x=(2n+1)^{1/2}-2^{-1/2}3^{-1/3}n^{-1/6}t}, {\displaystyle t} complexe et borné

{\displaystyle {\rm {e}}^{-x^{2}/2}H_{n}(x)=3^{1/3}\pi ^{-3/4}2^{n/2+1/4}(n!)^{1/2}n^{-1/12}{\bigg \{}A(t)+{\mathcal {O}}\left(n^{-{2/3}}\right){\bigg \}}}
où {\displaystyle A(t)=\pi \operatorname {Ai} (-3^{-1/3}t)} et {\displaystyle \operatorname {Ai} }  est la fonction d'Airy.

## Polynôme de Laguerre
Soit {\displaystyle \alpha } arbitraire et réel, {\displaystyle \epsilon } et {\displaystyle \omega } positifs et fixes, alors
- pour {\displaystyle x=(4n+2\alpha +2)\cos ^{2}\varphi ,\ \epsilon \leq \varphi \leq {\tfrac {\pi }{2}}-\epsilon n^{-1/2}}

{\displaystyle {\rm {e}}^{-x/2}L_{n}^{(\alpha )}(x)=(-1)^{n}(\pi \sin \varphi )^{-1/2}x^{-\alpha /2-1/4}n^{\alpha /2-1/4}\cdot {\big \{}\sin \left[\left(n+{\tfrac {\alpha +1}{2}}\right)(\sin 2\varphi -2\varphi )+3\pi /4\right]+(nx)^{-1/2}{\mathcal {O}}(1){\big \}}}
- pour {\displaystyle x=(4n+2\alpha +2)\cosh ^{2}\varphi ,\ \epsilon \leq \varphi \leq \omega }

{\displaystyle {\rm {e}}^{-x/2}L_{n}^{(\alpha )}(x)={\tfrac {1}{2}}(-1)^{n}(\pi \sinh \varphi )^{-1/2}x^{-\alpha /2-1/4}n^{\alpha /2-1/4}\cdot \exp \left[\left(n+{\tfrac {\alpha +1}{2}}\right)(2\varphi -\sinh 2\varphi )\right]\{1+{\mathcal {O}}\left(n^{-1}\right)\}}
- pour {\displaystyle x=4n+2\alpha +2-2(2n/3)^{1/3}t}, {\displaystyle t} complexe et borné

{\displaystyle {\rm {e}}^{-x/2}L_{n}^{(\alpha )}(x)=(-1)^{n}\pi ^{-1}2^{-\alpha -1/3}3^{1/3}n^{-1/3}{\bigg \{}A(t)+{\mathcal {O}}\left(n^{-2/3}\right){\bigg \}}}
où {\displaystyle A(t)=\pi \operatorname {Ai} (-3^{-1/3}t)} et {\displaystyle \operatorname {Ai} }  est la fonction d'Airy.